# Pálka

Pálka na stolní tenis s míčkem

Pálka je sportovní náčiní, se kterým se ručně odpaluje míček v některých sportech, například ve stolním tenise, baseballu či u kriketu. Pálka může být plastová, kovová a nebo dřevěná.
V tenisu, badmintonu a squashi a dalších sportech se pálky nazývají rakety.